# Ladelund
Ladelund est une commune de l'arrondissement de Frise-du-Nord, Land de Schleswig-Holstein.

## Géographie
Ladelund se situe à environ 20 km au nord de Niebüll, sur la frontière germano-danoise. À quelques km à l'ouest de la commune passe la Bundesstraße 5 entre Niebüll et Tønder au Danemark.

## Histoire
La première mention écrite date de 1352.

À l'automne 1944, pendant six semaines, il y eut un camp de concentration (de) annexe de celui de Neuengamme. 2 000 prisonniers y furent réduits en esclavage et 301 y sont morts.

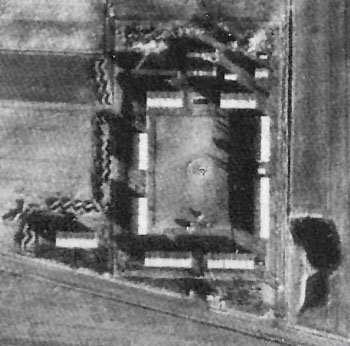
Vue aérienne du camp.
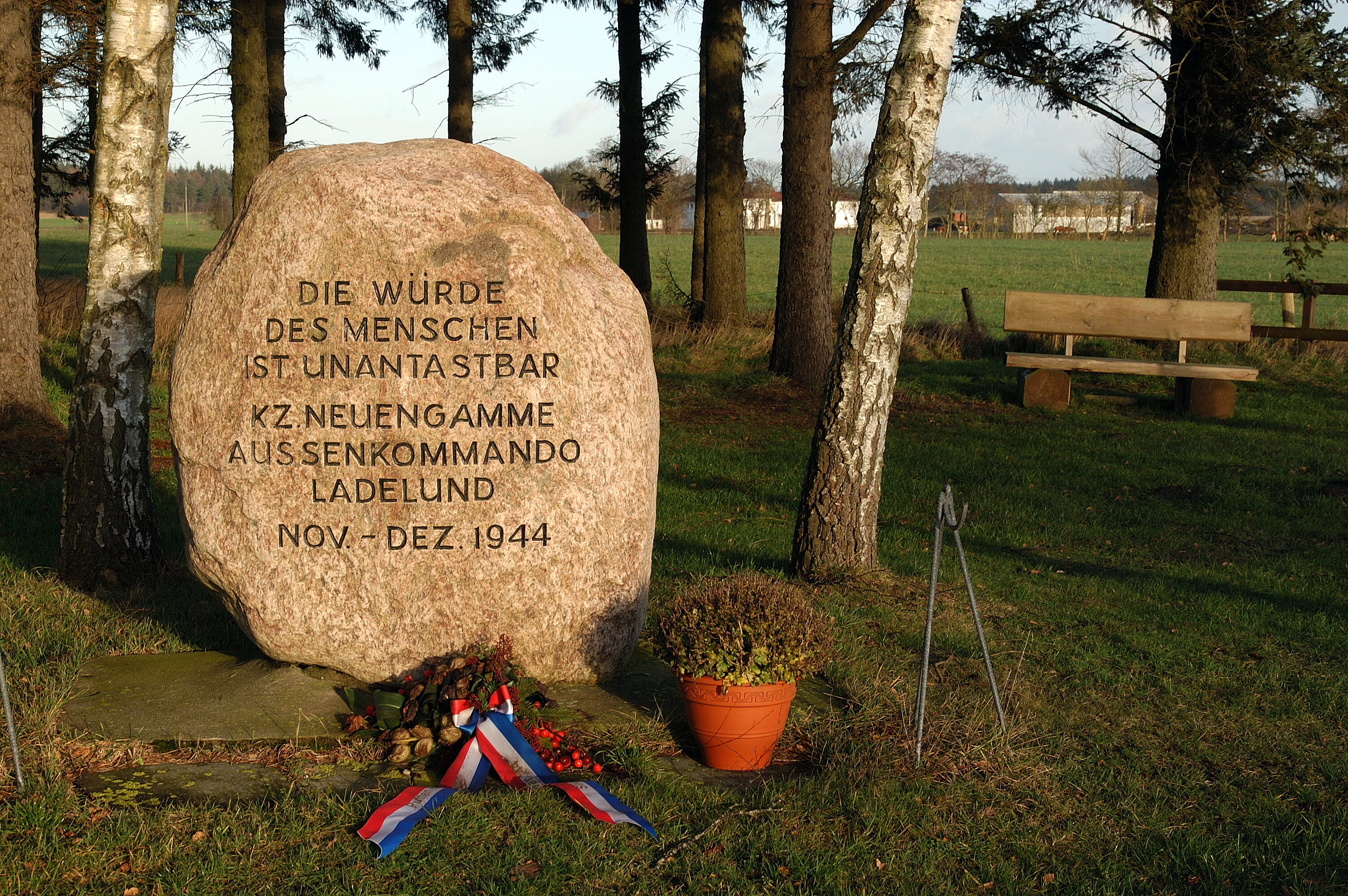
Mémorial du camp de concentration de Ladelund.
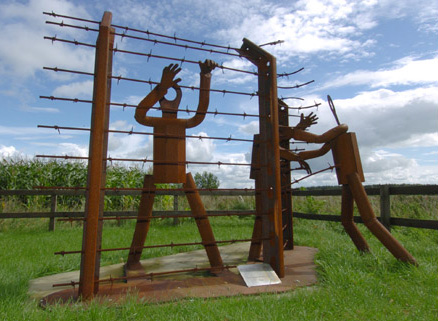
Sculpture sur le site du camp de concentration de Ladelund.

En 1970, Boverstedt est rattaché à la commune.

## Source, notes et références
- (de) Cet article est partiellement ou en totalité issu de l’article de Wikipédia en allemand intitulé « Ladelund » (voir la liste des auteurs).